# Sedam utemeljitelja Reda slugu Blažene Djevice Marije
Sedam utemeljitelja Reda slugu Blažene Djevice Marije su utemeljitelji Reda slugu Blažene Djevice Marija čiji se blagdan slavi 17. veljače

## Povijest
Osnivači Reda slugu Blažene Djevice Marije bili su ugledni firentinski građani Buonfiglio dei Monaldi, Giovanni di Buonagiunta, Amadeus degli Amidei, Ricovero dei Lippi-Ugguccioni, Benedetto dell' Antella, Gherardino di Sostegno i Alessio de' Falconieri. 
Prema predaji njih je na blagdan Velike Gospe, za vrijeme ukazanja, Gospa pozvala da počnu živjeti prema evanđelju odbacivajući materijalizam. Godine 1241. povukli su se na brdo Monte Senario i počeli živjeti kao pustinjaci. Svoju družbu nazvali su Red slugu Blažene Djevice Marije (Serviti), a odijevali su se u crninu i živjeli prema pravilima svetog Augustina. Djelovanje ovog reda je odobreno 1249., a potvrdio ga je 1256. papa Aleksandar IV. Serviti su se ubrzo proširili Italijom i Europom, a zatim i na cijeli svijet.

## Imena
Imena osoba koje su utemeljile Red slugu Blažene Djevice Marije, poznat i pod imenom serviti su: 
1. sveti Bonfilije
2. sveti Bonajunkto
3. sveti Manet
4. sveti Amadije
5. sveti Ugučo
6. sveti Sosten
7. sveti Aleksije

## Štovanje
Sedam osnivača je 1. prosinca 1717. papa Klement XI. proglasio blaženima, a svetima 15. siječnja 1888. papa Lav XIII. Njihovo štovanje počelo se širiti već u 16. stoljeću.  